# أصلاندوز
أصلاندوز (بالإنجليزية: Aslan Duz)‏ هي منطقة سكنية تقع في إيران في Aslan Duz District. يقدر عدد سكانها بـ 3,910 نسمة .